# Соловков, Александр Константинович
Алекса́ндр Константи́нович Соловко́в (1912 — 1983) — советский хозяйственный, государственный и политический деятель.

## Биография
Родился в 1912 году в деревне Синцово (ныне — в Мокшанском районе Пензенской области). Член ВКП(б).
С 1936 года — на хозяйственной, общественной и политической работе. В 1936—1983 гг. — помощник мастера, начальник смены, секретарь парторганизации мартеновского цеха № 3, заместитель секретаря парткома Магнитогорского металлургического комбината, секретарь горкома ВКП (б) г. Магнитогорска, начальник смены, заместитель начальника мартеновского цеха № 1 ММЗ, первый секретарь Сталинского райкома, первый секретарь горкома ВКП (б) г. Магнитогорска, начальник мартеновского цеха № 1 ММК, директор Ашинского металлургического завода.
Избирался депутатом Верховного Совета СССР 5-го созыва
Умер в 1983 году в Аше.